# Simon Achidi Achu
Simon Achidi Achu, né le 5 novembre 1934 à Bamenda et mort le 4 mai 2021 aux États-Unis, est un homme d'État camerounais.

## Biographie
Il naît le 5 novembre 1934 à Bamenda. Il occupe le poste de comptable au tout début de sa carrière professionnelle dans la commune de Bamenda-Widikum, par la suite, il devient adjoint stagiaire dans l'une des plantations de la Cameroon Development Corporation.  Après les études primaires et secondaire dans son département , il s'inscrit à l'université de Yaoundé I, puis à l'École nationale de l'administration et de la magistrature (ENAM).
Il commence sa carrière politique comme traducteur-interprète à la présidence de la république. Le 24 juillet 1968, il est nommé ensuite inspecteur d'état et en avril 1971, il est nommé secrétaire général au Ministère de la fonction publique. Par la suite, le 29 octobre 1971, il est nommé ministre délégué à l'inspection de l'état. Durant la période allant du 3 juillet 1972 au 30 juin 1975, il exerce la fonction de Ministre de la Justice. 
Il fut le Premier Ministre de la république du Cameroun du 9 avril 1992 au 19 septembre 1996. Il reste célèbre pour avoir eu pour slogan électoral la devise « politics na njangui », qui signifie « la politique est une tontine, tu [me] cotises, je [te] cotise »,. Cette problématique ressort le phénomène du "don électoral" dans le contexte sociopolitique notamment au Cameroun. Cette formule originale, « politics na njangui », exprime le fait que la politique c'est "donnant-donnant", particulièrement au Cameroun. Les populations ne pourront jouir d'un accompagnement politique ou d'appuis ministériels matériels et financiers qu'en fonction d'une forme de "solidarité spontanée ou obligée" entre leurs communautés locales et les leaders du parti politique au pouvoir qui doit bénéficier de leurs suffrages aux élections avant toute action de développement de leur commune. 
Lors des premières élections sénatoriales du 14 avril 2013, il est élu sénateur dans la région du Nord-Ouest.
Il meurt le 4 mai 2021 à l’âge de 86 ans aux États-Unis.

## Carrière politique
- 29 octobre 1971 - 3 juillet 1972 : devient Ministre de l'Inspection générale de l'État
- 3 juillet 1972 - 30 juin 1975 : devient Ministre de la Justice
- 9 avril 1992 - 19 septembre 1996 : nommé Premier Ministre
- 14 avril 2013 jusqu'à sa mort : élu sénateur dans la région du Nord Ouest

## Vie personnelle
Il était l'époux de Judith Yah Sunday.